# Канализација
Канализација је систем одвођења отпадних вода, кишнице или потенцијално штетних течности кроз подземне канале. То обухвата компоненте као што су пријемне дренаже, шахтови, пумпне станице, олујни преливи и коморе за одлагање комбиноване канализације или санитарне канализације. Канализација се завршава на улазу у постројење за пречишћавање отпадних вода или на месту испуштања у животну средину. То је систем цеви, комора, шахтова итд. који преноси канализацију или атмосферске воде.
У многим градовима, канализација (или комуналне отпадне воде) се заједно са атмосферским водама, у комбинованом канализационом систему, одводе до постројења за пречишћавање отпадних вода. У неким урбаним срединама, канализација се одводи одвојено у санитарну канализацију, а отицање са улица се одводи у падавинске одводе. Приступ овим системима, за потребе одржавања, обично је кроз шахт. Током периода великих падавина, канализациони систем може доживети комбиновани догађај преливања канализације или догађај преливања санитарне канализације, који присиљава необрађену канализацију да тече директно у пријемне воде. Ово може представљати озбиљну претњу по јавно здравље и околину.
Систем канализације се назива канализација или канализациони систем (sewage system на британском енглеском, а sewage system на америчком енглеском).
Канализационе мреже спречавају ширење заразних болести.

## Историја
Вероватно је потреба да се одстране непријатних мириса, а не разумевање здравствених опасности људског отпада, довела до првих одговарајућих канализационих система. Док је већина насеља расла поред природних водотокова у које је отпад из клозета био лако каналисан, појава великих градова разоткрила неадекватност овог приступа. Ране цивилизације попут Вавилонаца, копале су септичке јаме испод нивоа пода у својим кућама и стварале грубе дренажне системе за уклањање атмосферских вода. Али тек 2000. године пре нове ере у цивилизацији долине Инда, мреже прецизно направљених канализационих одвода обложених циглом су изграђене дуж улица како би се отпад из домова преносио. Тоалети у кућама на страни улице били су директно повезани на ову уличну канализацију и испирани су ручно чистом водом. Вековима касније, велики градови попут Рима и Константинопоља градили су све сложеније умрежене канализационе системе, од којих су неки и даље у употреби. Тек након изградње канализационих система људи су схватили смањење опасности по здравље.

## Врсте
Разликујемо три врсте канализације:
- санитарна канализација, која за сврху има одвођење отпадних текућина и нечистоће из стамбених, пословних и уредских зграда;
- индустријска канлизација, која за сврху има одвођење отпадних текућина из индустријских постројења;
- кишна канализација, која за сврху има одвођење падавинских вода у насељима и на јавним површинама.

Канализација се чисти специјалним алатима.

## Одржавање и рехабилитација
На канализацију се примењују строга ограничења, што може довести до прераног пропадања. То укључује продор корена, померање састава, пукотине и формирање рупа које доводе до значајног обима цурења са укупним ризиком за животну средину и јавно здравље. На пример, процењује се да 500 милиона m³ контаминиране воде годишње може да исцури у земљиште и подземне воде у Немачкој. Санација и замена оштећене канализације је веома скупа. Годишњи трошкови рехабилитације за округ Лос Анђелес износе око 400 милиона долара, а у Немачкој се ови трошкови процењују на 100 милиона евра.
Водоник-сулфид (H2S) је индиректно одговоран за биогену сулфидну корозију и као последица тога, канализацијама је потребна санација. Различите опције поправке су доступне власницима у великом распону трошкова и потенцијалне трајности. Једна од опција је наношење цементног материјала на бази калцијум алуминатног цемента, након чишћења кородиране структуре да би се уклонио растресити материјал и загађивачи како би се изложила здрава, груба и чиста подлога. У зависности од стања бетона и контаминације, чишћење може да се креће од једноставног чишћења воденим млазом под високим притиском (200 бара) до стварног хидродемоловања (2000 бара).
Један од начина да се осигура да је чврст бетон изложен је да се провери да ли је pH површине виши од 10.
Што се тиче сваке поправке бетона, морају се поштовати најсавременија правила. Након овог корака чишћења, цементни материјал се наноси на засићену површину суве подлоге користећи:
- Влажни спреј под ниским притиском: овај метод је чешћи јер не производи прашину и скоро никакав материјал се не губи одскоком. Користи класичну фасадну роторску пумпу, која је лако доступна на тржишту. Главни недостатак је ограничена удаљеност пумпања која не може бити већа од 75 метара.
- Мокри спреј са окретном главом: овај метод је сличан првом, али се ручно прскање замењује окретном главом која пројектује малтер на поправљену површину. Ова метода је брза и посебно је погодна за цилиндричне коморе као што су шахтови. Када је структура толико јако кородирана да је улазак људи ризичан, примена окретне главе омогућава консолидацију шахти „без посаде“.
- Суви спреј под високим притиском: овај метод, такође назван „млазни бетон“ или „гунит“, омогућава бржу стопу рехабилитације, а такође и дебљу апликацију у једном пролазу. Главна предност сувог млазног бетона је способност пумпања малтера на велике удаљености, а то је потребно када су приступне тачке удаљене. Можда најдужа раздаљина сувог млазног бетона је градилиште у Аустралији 2014. године, где је малтер од 100% калцијум алумината транспортован ваздухом преко 800 метара пре него што је био прскан. Главни недостатак сувог млазног бетона је стварање прашине и одбијање; они се могу ограничити и контролисати одговарајућим средствима (прстен за заштиту од влаге, прилагођено класирање агрегата, искусни млазник, зидови за одвајање водене магле, итд).

## Изазови

### Горња граница подземне воде
Инфраструктура канализационог система често смањује ниво воде у областима, посебно у густо насељеним подручјима где се кишница (са кровова кућа) директно доводи у систем, за разлику од тога да је земља упија. У појединим областима то је довело до значајног снижавања нивоа воде. У примеру Белгије, резултат је снижавање нивоа воде за 100 метара. Слатка вода која се акумулира у систему се затим одводи у море. У подручјима где је ово проблем, уместо њих се може користити вакуумска канализација, због плитког ископа који је за њих могућ.

### Недостатак инфраструктуре
У многим земљама са ниским дохотком, канализација се у неким случајевима може директно одводити у пријемна водна тела без постојања канализационих система. Ово може изазвати загађење воде. Патогени могу изазвати разне болести. Неке хемикалије представљају ризик чак и при веома ниским концентрацијама и могу остати претња током дугог временског периода због биоакумулације у животињском или људском ткиву.

## Прописи
У многим европским земљама грађани су у обавези да своје кућне канализације прикључе на националну канализацију где је то могуће. То је довело до тога да је велики проценат становништва повезан. На пример, у Холандији је 99% становништва повезано на систем, а 1% има индивидуални систем за одлагање отпадних вода или систем за третман, нпр. септичку јаму. Други имају нешто ниже (иако још увек значајне) проценте; нпр. 96% за Немачку.